# Grand'Rivière
Grand'Rivière è un comune francese di 688 abitanti situato nel dipartimento d'oltre mare della Martinica.